# Karl von Wedel
Karl Leo Julius Fürst von Wedel (từ năm 1914: Graf von Wedel; 5 tháng 2 năm 1842 tại Oldenburg – 30 tháng 12 năm 1919) là một sĩ quan quân đội Phổ, đã được thăng đến cấp Thượng tướng kỵ binh, đồng thời là một nhà ngoại giao. Ông từng tham chiến trong cuộc Chiến tranh Pháp-Đức.

## Tiểu sử
Wedel đã phục vụ trong quân đội Hannover từ năm 1859 cho đến năm 1866, sau đó ông nhập ngũ trong quân đội Phổ. Trong cuộc Chiến tranh Pháp-Đức (1870 – 1871), ông được ủy nhiệm làm sĩ quan phụ tá của Lữ đoàn Kỵ binh Hessen. Vào năm 1874, ông được bổ nhiệm làm sĩ quan phụ tá trong Bộ Tổng chỉ huy (Generalkommando) của Quân đoàn VII, và vào năm 1876, ông được chuyển vào Bộ Tổng tham mưu với quân hàm Thiếu tá. Trên cương vị này, ông giữ vai trò đại diện của Đế quốc Đức trong các cuộc đàm phán về việc hình thành biên giới giữa Bulgarya và România vào năm 1885.
Ngoài ra, ông còn tham gia cuộc Chiến tranh Nga-Thổ Nhĩ Kỳ (1877 – 1878) với tư cách là một quan sát viên trong Bộ Chỉ huy quân đội Nga. Vào tháng 11 năm 1877, ông được cử làm tùy viên quân sự trong Đại sứ quán Đức tại Viên và tại nhiệm cho đến tháng 3 năm 1887. Đồng thời, vào năm 1879, ông nhận trách nhiệm sĩ quan hầu cận của Đức hoàng Wilhelm I và vào ngày 22 tháng 3 năm 1882, ông được phong cấp Thượng tá. Vào ngày 15 tháng 5 năm 1886, ông được thăng cấp Đại tá. Từ đây, sự nghiệp quân sự của ông sẽ song hành với sự nghiệp ngoại giao cho đến năm 1919.
Sau khi rời Viên về Berlin, Wedel được bổ nhiệm làm Tư lệnh của Trung đoàn Thương kỵ binh số 2 vào ngày 8 tháng 3 năm 1887, vào năm 1888 ông được phong cấp chỉ huy Lữ đoàn số 2 rồi không lâu sau đó là Lữ đoàn số 1 của Sư đoàn Kỵ binh Cận vệ. Vào năm 1889, ông được lãnh chức sĩ quan phụ tá thường nhật (diensttuenden Flügeladjutanten) của tân Hoàng đế Wilhelm II.. Cùng năm đó, ông được lên quân hàm Thiếu tướng vào ngày 22 tháng 5, và được phong cấp Tướng phụ tá à la suite trong đại bản doanh của Wilhelm II. Trong thời gian đó, ông cũng liên tục thực hiện các sứ mệnh ngoại giao ở các cung đình trên khắp châu Âu, và vào năm 1891, ông được lệnh vào Văn phòng ngoại giao (Auswärtige Amt).
Vào năm 1892, Wedel được thăng quân hàm Trung tướng và được ủy nhiệm làm Đại sứ Đức tại Stockholm (Thụy Điển), đồng thời được thăng cấp Tướng phụ tá của Wilhelm II. Vào năm 1894, ông tạm thời nghỉ hưu, và cuối cùng vào năm 1897 ông được phong quân hàm Thượng tướng kỵ binh đồng thời là Thống đốc thành phố Berlin.
Vào năm 1899, ông được đổi làm Đại sứ Đức tại Roma, Ý, và vào năm 1902 ông được bổ nhiệm chức vụ tương tự tại kinh thành Viên. Vào năm 1907, ông được ủy nhiệm làm Thống đốc của Đế chế (Reichsstatthalter) tại Elsass-Lothringen, thay thế cho Vương công Hermann zu Hohenlohe-Langenburg. Trong 7 năm cầm quyền của mình, ông bị vướng vào một biến cố chính trị, gọi là "vụ Saverne". Không lâu sau vụ này, ông thôi chức và trở về kinh đô Berlin vào tháng 4 năm 1914. Sau đó, ông tiếp tục giữ chức Tướng phụ tá của Đức hoàng trong suốt cuộc Chiến tranh thế giới thứ nhất. Vào năm 1914, ông được phong tước Vương (Fürsten), rồi trong các năm 1914 và 1915, Wedel thực hiện các sứ mệnh ngoại giao đặc biệt ở Viên và Bucharest. Kể từ năm 1916, ông ủng hộ tiến hành đàm phán hòa bình và phản đối việc mở rộng chiến tranh tàu ngầm. (vào ngày 1 tháng 2 năm 1917, Đế quốc Đức tuyên bố thực hiện chiến tranh tàu ngầm không giới hạn; vào ngày 3 tháng 2, Tổng thống Hoa Kỳ Woodrow Wilson cắt đứt quan hệ ngoại giao với Đức và vào ngày 6 tháng 4, Quốc hội Hoa Kỳ tuyên chiến với Đức).
Karl von Wedel từ trần vào ngày 30 tháng 12 năm 1919.

## Phong tặng
- Vào năm 1898, Karl von Wedel được trao tặng Đại Thập tự (Großkreuz) của Huân chương Vương miện Württemberg.[3]